# Лонгуих
Лонгуих (њем. Longuich) општина је у њемачкој савезној држави Рајна-Палатинат. Једно је од 103 општинска средишта округа Трир-Сарбург. Према процјени из 2010. у општини је живјело 1.268 становника. Посједује регионалну шифру (AGS) 7235078.

## Географски и демографски подаци
Лонгуих се налази у савезној држави Рајна-Палатинат у округу Трир-Сарбург. Општина се налази на надморској висини од 130 метара. Површина општине износи 8,8 km². У самом мјесту је, према процјени из 2010. године, живјело 1.268 становника. Просјечна густина становништва износи 144 становника/km².